# Karol
Karol – imię męskie pochodzenia frankijskiego oznaczające człowieka mężnego lub wojownika. Staroskandynawskie znaczenie – „człowiek, mąż”. Imię jest również rozpowszechnione w krajach latynoskich.
W Polsce wśród imion nadawanych nowo narodzonym dzieciom, Karol w 2017 r. zajmował 33. miejsce w grupie imion męskich. W całej populacji Polaków Karol zajmował w 2017 r. 47. miejsce (159 590 nadań).
Do Polski imię to dotarło po przyjęciu chrześcijaństwa. Od imienia cesarza Karola I Wielkiego, pochodzi najprawdopodobniej nazwa polskiego władcy – król.
Karol imieniny obchodzi: 6 stycznia, 28 stycznia, 2 marca, 16 marca, 20 maja, 3 czerwca, 4 czerwca, 10 września, 21 października, 4 listopada oraz 18 listopada.
Żeńskie odpowiedniki: Karolina, Karola.
Imię Lolek jest zdrobnieniem od Karol, tak jak Lola jest zdrobnieniem od Karolina lub Karola.

## Odpowiedniki w innych językach
- afrikaans: Karel
- angielski: Carl, Charles, Charlie, Chuck
- bułgarski: Карл (Karł)
- czeski: Karel
- esperanto: Karolo
- fiński: Kaarle
- francuski: Charles
- grecki: Καρολος (Karolos)
- hiszpański: Carlos, Carles
- islandzki: Karl
- irlandzki: Séarlas
- japoński: シャルル (Sharuru \ Karoru)
- litewski: Karolis
- łacina: Carolus
- język niderlandzki: Karel
- niemiecki: Karl
- norweski: Karl
- portugalski: Carlos
- rumuński: Carol
- szwedzki: Karl
- walijski: Siarl
- węgierski: Károly
- włoski: Carlo

## Władcy o imieniu Karol

### Cesarze
- Karol I Wielki (742–814), król Franków od 768, cesarz rzymski od 800
- Karol II Łysy (823–877), król zachodniofrankijski od 843, król Italii od 876, cesarz rzymski od 875
- Karol III Otyły (ok. 832–888), król Franków, cesarz rzymski od 881
- Karol IV Luksemburski (1318–1378), król Niemiec od 1346, król Czech od 1347, cesarz rzymski od 1355
- Karol V (1500–1558), król Hiszpanii 1516–1556 (jako Karol I) i cesarz rzymski 1519–1556
- Karol VI (1685–1740), cesarz rzymski oraz król Czech i Węgier od 1711
- Karol VII (1697–1745), książę-elektor Bawarii od 1726, cesarz rzymski od 1742
- Karol I (1887–1922), władca Austro-Węgier od 1916

### Królowie Francji i Franków
- Karol I Wielki (742–814)
- Karol II Łysy (823–877)
- Karol Otyły (ok. 832–888)
- Karol III Prostak (879–929), król 898–923
- Karol IV Piękny (1294–1328), król Francji i Nawarry od 1322
- Karol V Mądry (1337–1380), król od 1337–1380
- Karol VI Szalony (1368–1422), król od 1380
- Karol VII (1403–1461), król od 1422
- Karol VIII (1470–1498), król od 1483
- Karol IX (1550–1574), król od 1560
- Karol X (1757–1836), król 1824–1830

### KrólowieHiszpanii
- Karol I – patrz Karol V Habsburg
- Karol II Habsburg (1661–1700), król od 1665
- Karol III Burbon (1716–1788), król Neapolu i Sycylii 1735–1759, król Hiszpanii 1759–1788
- Karol IV Burbon (1748–1819), król 1788–1808

### Królowie Szwecji
- Karol Swerkersson, król 1161–1167
- Karol VIII Knutsson Bonde (1408/1409–1470), król 1438–1440, 1448–1457, 1464–1465, 1467–1470
- Karol IX Sudermański (1550–1611), król od 1604
- Karol X Gustaw (1622–1660), król od 1654
- Karol XI (1655–1697), król od 1660
- Karol XII (1682–1718), król od 1697
- Karol XIII (1748–1818), król Szwecji od 1809 i Norwegii od 1814
- Karol XIV Jan (1763–1844), król Szwecji i Norwegii od 1818
- Karol XV (1826–1872), król Szwecji i Norwegii od 1859
- Karol XVI Gustaw (ur. 1946), król od 1973

### Książęta i królowie z dynastiisabaudzkiej
- Karol I Wojownik (1468–1490), książę Sabaudii 1482–1490, tytularny król Cypru i Jerozolimy 1485–1490
- Karol III Dobry (1486–1553), książę Sabaudii od 1503
- Karol Emanuel I Wielki (1562–1630), książę Sabaudii od 1580
- Karol Emanuel II (1634–1675), książę Sabaudii 1638 (faktycznie od 1663)
- Karol Emanuel III (1701–1773), książę Sabaudii i król Sardynii od 1730
- Karol Emanuel IV (1751–1819), król Sardynii 1796–1802
- Karol Feliks (1765–1831), król Sardynii 1821–1831
- Karol Albert (1798–1849), król Sardynii 1831–1849

### Inni władcy
- Karol I Andegaweński (1220–1285), król Neapolu i Sycylii
- Karol I Stuart (1600–1649), król Anglii, Szkocji i Irlandii od 1625
- Karol II Stuart (1630–1683), król Anglii, Szkocji i Irlandii od 1660
- Karol I Hohenzollern-Sigmaringen (1839–1914), król Rumunii 1866–1914
- Karol II Hohenzollern-Sigmaringen (1893–1953), król Rumunii 1930–1940
- Karol III Grimaldi (1818–1889), książę Monako od 1856
- Karol III Wielki (1543–1608), książę Lotaryngii
- Karol IV Lotaryński (1604–1675), książę Lotaryngii
- Karol V Leopold (1643–1690), książę Lotaryngii
- Karol Lotaryński (1712–1780), książę Lotaryngii i Baru
- Karol Śmiały (1433–1477), książę Burgundii
- Karol Młot (689–741), majordom, faktyczny władca Franków
- Karol (1467–1538), książę Geldrii
- Karol III (ur. 1948), król Wielkiej Brytanii od 2022

## Święci i błogosławieni
- Karol Boromeusz (1538–1584) – kardynał, arcybiskup Mediolanu
- Karol Cho Shin-ch’ŏl (1795–1839) – męczennik koreański
- Karol Hyŏn Sŏng-mun (1797–1846) – męczennik koreański
- Karol od św. Andrzeja (1821–1893) – pasjonista
- Karol de Foucauld (1858–1916) – męczennik
- Karol Wojtyła (1920–2005) – papież Jan Paweł II, polski święty
- Karol Acutis (1991–2006) – włoski błogosławiony, internauta

## Inne osoby o imieniu Karol
| - Karol Aarestrup – duński poeta i lekarz - Karol Adamiecki – polski teoretyk zarządzania - Karol Adwentowicz – aktor i reżyser teatralny - Carlos Alcaraz – hiszpański tenisista - Carlo Ancelotti – włoski piłkarz i trener - Karol Appel – polski językoznawca - Carlos Ascues – peruwiański piłkarz - Charles Austin – amerykański skoczek - Charles Aznavour – francuski kompozytor, piosenkarz i aktor - Carlos Bacca – kolumbijski piłkarz - Carl Philipp Emanuel Bach – kompozytor niemiecki, syn Johanna Sebastiana Bacha - Karol Badecki – polski historyk literatury - Karl Bartos – niemiecki perkusista (Kraftwerk) - Karl Adolph von Basedow – niemiecki lekarz - Charles Baudelaire – francuski poeta i krytyk - Karl Benz – niemiecki inżynier, pionier motoryzacji - Chuck Berry – amerykański muzyk - Karol Bielecki – polski piłkarz ręczny - Charles Binet-Sanglé – francuski lekarz i psycholog - Karol Borsuk – polski matematyk - Charles Bronson – amerykański aktor - Charles Bukowski – amerykański pisarz - Karol Brzozowski – inżynier, poeta, powstaniec styczniowy - Karel Brückner – czeski piłkarz i trener - Karol Bunsch – polski pisarz - Carlos Cadona – amerykański muzyk (Dead Kennedys) - Karel Čapek – czeski pisarz - Charlie Chaplin – brytyjski aktor - Carlo Collodi – włoski pisarz - Carlo Conti (kardynał) – włoski kardynał - Karol Darwin – biolog - Karol Dejna – polski językoznawca - Charles Dickens – angielski powieściopisarz - Carlos Dunga – brazylijski piłkarz - Karol Dunin – polski prawnik - Charles Durning – amerykański aktor - Karol Dziuba – polski aktor - Karl Eduard von Holtei – niemiecki poeta romantyczny, pisarz, aktor - Karol Ender – pabianicki przemysłowiec - Karol Estreicher (starszy) - Karol Estreicher (młodszy) - Carlos Fuentes – meksykański pisarz - Charles de Gaulle – francuski polityk i teoretyk wojskowości - Carl Barks – amerykański twórca komiksów - Carl Friedrich Gauss – matematyk niemiecki - Karl Geiger – niemiecki skoczek narciarski - Carlos Ghosn – francuski przedsiębiorca, prezes Renault - Karol Godula – górnośląski przedsiębiorca - Carlo Goldoni – włoski komediopisarz - Charles Goodyear – amerykański wynalazca i przedsiębiorca - Karel Gott – czeski piosenkarz - Karol Gottlob Anstadt – niemiecki przedsiębiorca - Karel Fiala – czeski aktor (Lemoniadowy Joe) - Károly Frenreisz – węgierski muzyk (Locomotiv GT, Skorpió) - Karol Hadaczek – polski archeolog - Karol Irzykowski – polski pisarz i krytyk - Charles Ives – amerykański kompozytor - Karol Jabłoński – polski żeglarz - Karol Jackowski – profesor nauk chemicznych - Carlo Janka – szwajcarski narciarz alpejski - Karl Jaspers – niemiecki psychiatra i filozof - Karol Jonca – polski prawnik - Chuck Jones – amerykański reżyser animacji - Karol Kaczkowski – polski lekarz - Karol Karski – polski polityk - Károly Kerényi – węgierski mitograf - Károly Kisfaludy – węgierski dramaturg - Karol Kniaziewicz – generał, uczestnik insurekcji kościuszkowskiej - Karol Kossok – polski piłkarz - Karol Kurpiński – polski kompozytor - Karol Kurzej – polski judoka - Karl Lagerfeld – projektant mody - Karol Larsen – duński pisarz - Charles Leclerc – monakijski kierowca wyścigowy - Karol Levittoux – polski działacz niepodległościowy - Carl Lewis – amerykański lekkoatleta - Karol Libelt – polski filozof mesjanistyczny i działacz - Charles Lightoller – drugi oficer na RMS Titanic - Charles Lindbergh – amerykański pionier lotnictwa | - Karol Linetty – polski piłkarz - Karol Linneusz - Karol Lipiński – polski kompozytor i skrzypek - Karol Lutkowski – polski ekonomista, były minister finansów - Karl Malden – amerykański aktor - Karol Małcużyński – polski dziennikarz i publicysta - Karol Maliszewski – poeta, prozaik, krytyk literacki - Karl Malone – amerykański koszykarz - Chuck Mangione – amerykański jazzman - Charles Manson – amerykański przestępca - Karol Marcinkowski – wielkopolski lekarz, społecznik - Karol Marks - Carlos Marrodán – tłumacz literatury hispanojęzycznej na polski - Karl May – niemiecki powieściopisarz - Carlo Maria Martini – włoski duchowny - Karol Miarka (ojciec) – polski działacz społeczny, drukarz - Karol Miarka (syn) – polski działacz społeczny, drukarz - Charles Michel – belgijski polityk, premier Belgii (2014–2019), szef Rady Europejskiej (od 2019) - Karol Milik – polski duchowny - Karl Millöcker – austriacki kompozytor - Karol Modzelewski – polski historyk i polityk - Carlos Moyá – hiszpański tenisista - Karol Nawrocki – Prezydent Polski od 2025 - Chuck Norris – amerykański aktor i mistrz sztuk walk - Karol Okrasa – polski kucharz i osobowość telewizyjna - Carlos Alberto Parreira – brazylijski trener - Chuck Palahniuk – amerykański pisarz - Carl Palmer – amerykański muzyk - Chazz Palminteri – amerykański aktor - Carlo Pedersoli – włoski aktor - Charles Perrault – francuski bajkopisarz - Karl Pilkington – brytyjski satyryk, prezenter radiowy i telewizyjny oraz aktor - Karel Poborský – czeski piłkarz - Carlo Ponti – włoski producent filmowy - Carles Puigdemont – kataloński polityk - Charlie Puth – amerykański piosenkarz - Carles Puyol – hiszpański piłkarz - Karel Reisz – angielski reżyser czeskiego pochodzenia - Karel Roden – czeski aktor - Karl-Heinz Rummenigge – niemiecki piłkarz - Carlos Sainz – hiszpański kierowca rajdowy - Carlos Salcedo – meksykański piłkarz - Carlos Sánchez – kolumbijski piłkarz - Carlos Sánchez – urugwajski piłkarz - Carlos Santana – amerykański muzyk - Charles Schulz – amerykański twórca komiksów - Karol Sembrzycki – mazurski folklorysta - Karol Semik – polski działacz związany ze Śląskiem Cieszyńskim - Karol Strasburger – polski aktor - Karel Svoboda – czeski kompozytor - Karol Szajnocha – polski działacz niepodległościowy i pisarz - Karol Szymanowski – polski kompozytor - Karol Szyndzielorz – polski dziennikarz - Karol Świderski – polski piłkarz - Karol Świerczewski – generał LWP - Carlos Tévez – argentyński piłkarz - Karl Urban – nowozelandzki aktor - Carlos Amigo Vallejo – kardynał katolicki - Carlos Vela – meksykański piłkarz - Carlo Waibel – niemiecki raper i piosenkarz - Charlie Watts – perkusista The Rolling Stones - Carl Maria von Weber – niemiecki kompozytor - Karl Weierstraß – niemiecki matematyk - Carl Woese – amerykański mikrobiolog i fizyk - Karol Wojtyła – ojciec papieża Jana Pawła II - Karol Wojtyła – papież Jan Paweł II - Carl Zeiss – niemiecki przedsiębiorca - Karl Ziegler – niemiecki chemik noblista |

## Postacie fikcyjne
- Charlie Brown
- Charlie Bucket
- Charlie Chan
- Karol Górski
- Koszmarny Karolek
- Charlie Mayeaux
- Karol Porażka
- Charlie Townsend
- Chuck Bass
- Carl Johnson
- Carlos de Vill
- Karol Krawczyk – postać z serialu Miodowe lata
- Karolek i przyjaciele